# Criminal Minds (5.ª temporada)
A quinta temporada de Criminal Minds estreou na CBS em 23 de setembro de 2009 e terminou em 26 de maio de 2010. O episódio 18 foi um episódio piloto para a série spin-off Criminal Minds: Suspect Behavior.

## Elenco

### Principal
- Joe Mantegna como Agente Especial de Supervisão David Rossi (Agente Sênior da BAU);
- Paget Brewster como Agente Especial Supervisora Emily Prentiss (Agente BAU);
- Shemar Moore como Agente Especial de Supervisão Derek Morgan (Agente da BAU/Chefe da Unidade de Atuação);
- Matthew Gray Gubler como Agente Especial de Supervisão Dr. Spencer Reid (Agente BAU);
- A. J. Cook como Agente Especial de Supervisão Jennifer "JJ" Jareau (Ligação de Comunicações da BAU);
- Kirsten Vangsness como Agente Especial Penelope Garcia (Analista Técnica BAU);
- Thomas Gibson como Agente Especial de Supervisão Aaron "Hotch" Hotchner (Chefe/Agente da Unidade BAU).

### Estrelas convidadas especiais
- Forest Whitaker como Agente Especial de Supervisão Sam Cooper (Líder da Equipe BAU Red Cell);
- Michael Kelly como agente especial supervisor Jonathan "Prophet" Simms;
- Matt Ryan como agente especial supervisor Mick Rawson;
- Beau Garrett como agente especial supervisora Gina LaSalle.

### Recorrente
- Jayne Atkinson como Agente Especial de Supervisão Erin Strauss (Chefe da Seção BAU);
- Cade Owens como Jack Hotchner;
- Nicholas Brendon como Kevin Lynch;
- Meredith Monroe como Haley Hotchner;
- Josh Stewart como William "Will" LaMontagne Jr.;
- Mekhai Andersen como Henry LaMontagne;

### Convidado
- David Eigenberg como agente especial do FBI Russell Goldman (episódio 14).

## Estrelas convidadas

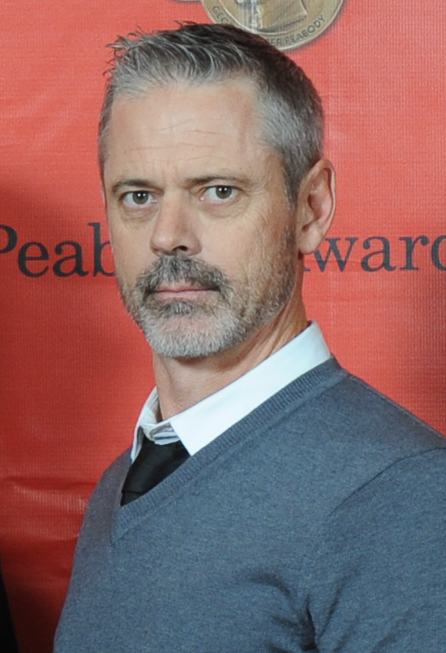
a estrela de Southland, C. Thomas Howell reprisa como George Foyet, também conhecido como "The Boston Reaper", na estreia da temporada e no 100º episódio da série.

Na estréia da temporada "Nameless, Faceless", DB Sweeney co-estrelou como Sam Kassmeyer, um marechal dos EUA que é designado para proteger a família de Aaron Hotchner até que George Foyet seja pego. Christopher Cousins co-estrelou como Dr. Tom Barton, um cirurgião de trauma cujo filho é alvo do pai de um adolescente que Barton tentou salvar. No episódio "Haunted", Sean Patrick Flanery co-estrelou como Darren Call, um assassino que nunca esqueceu o dia em que a última vítima de seu pai escapou. Glenn Morshower co-estrelou como tenente Kevin Mitchell, que lidera a investigação do tiroteio. Michael Bowen co-estrelou como Tommy Phillips, o único sobrevivente do pai de Darren, Bill Jarvis, também conhecido como "The Hollow Creek Killer", interpretado por Don Creech. No episódio "Reckoner", Lawrence Pressman co-estrelou como Boyd Schuller, um juiz da corte com doença terminal que contrata Tony Mecacci para cometer uma série de assassinatos de vigilantes.

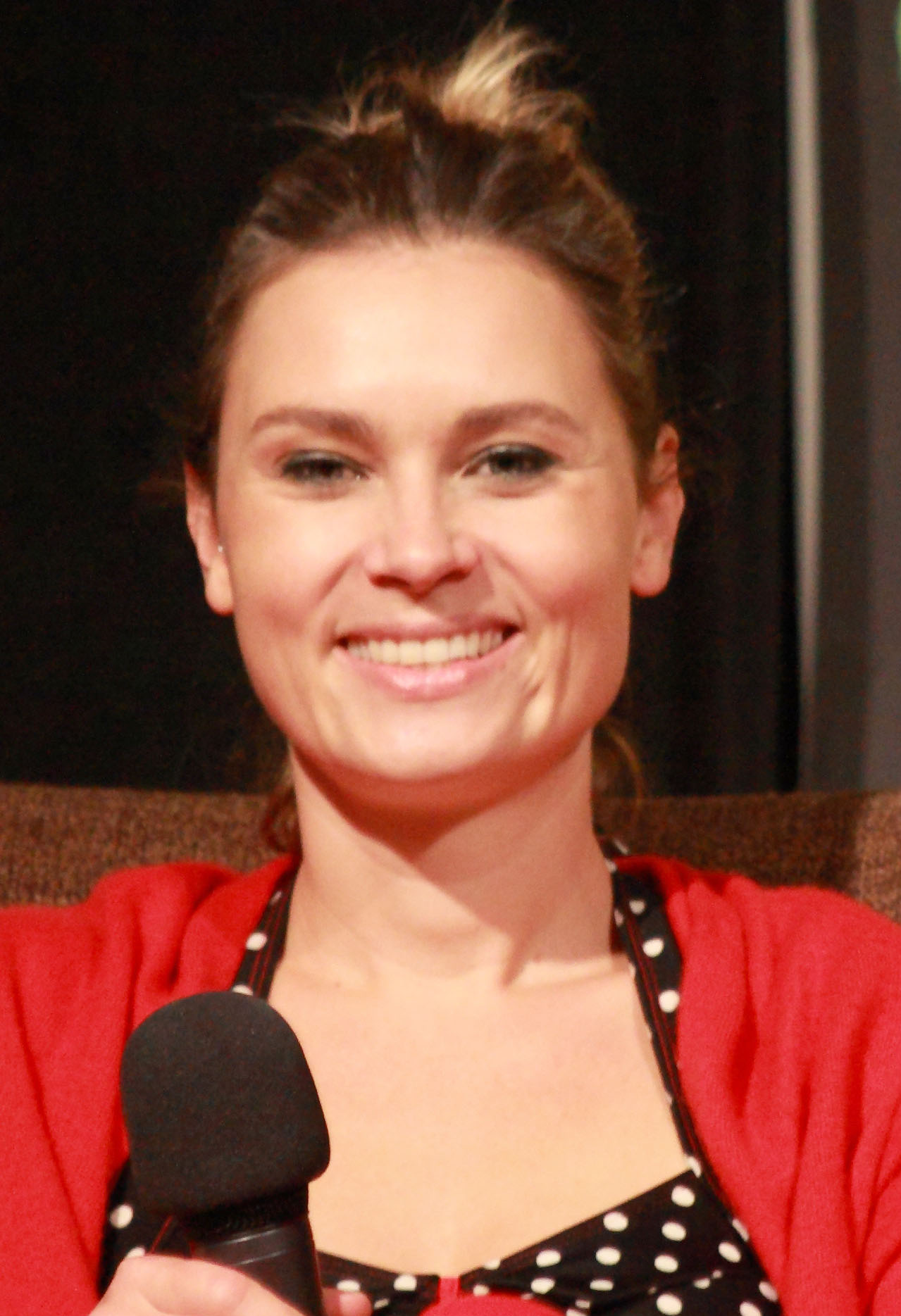
Kristina Klebe aparece no episódio "Outfoxed" como Miranda Jakar.

No episódio "Hopeless", Clayne Crawford e Blake Shields co-estrelaram como C. Vincent e JR Baker, uma gangue de assassinos de emoção conhecida como "Turner's Group". Wade Williams co-estrelou como Detetive Andrews, que lidera a investigação dos assassinatos. No episódio "Cradle to Grave", Mae Whitman e Hallee Hirsh co-estrelaram como Julie e Carol, duas mulheres que são sequestradas por um casal, que é incapaz de ter filhos devido à morte da esposa de câncer de mama. No episódio "The Performer", Gavin Rossdale co-estrelou como Paul "Dante" Davies, um famoso músico de rock que é suspeito de assassinar vários de seus fãs. co-estrelou como empresário de Paul, Ray Campion, que é responsável pelos assassinatos, assim como sua cúmplice, Gina King, interpretada por Inbar Lavi. No episódio "Outfoxed", Neal Jones reprisa como Karl Arnold, também conhecido como "The Fox", onde é entrevistado por Hotch e Prentiss, que estão investigando alguém que está copiando os assassinatos de Arnold.

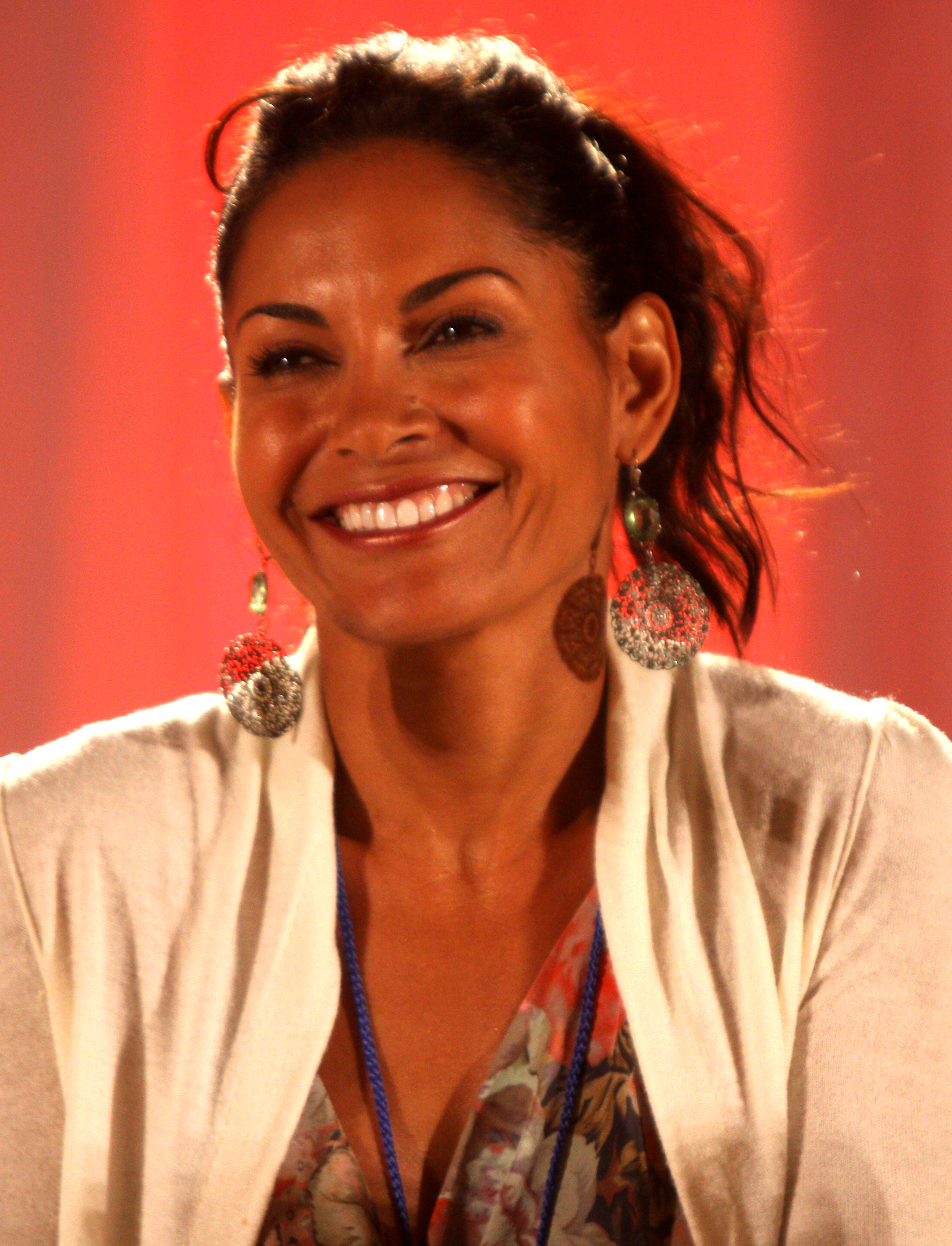
Salli Richardson aparece nos episódios "Hopeless" e "The Eyes Have It" como Tamara Barnes.

No episódio "The Slave of Duty", Wes Brown co-estrelou como Joe Belser, também conhecido como "The Nashville Stalker", um serial killer misógino e Khary Payton co-estrelou como o detetive Landon Kaminski, que lidera a investigação dos assassinatos. No episódio "Retaliação", Lee Tergesen co-estrelou como Dale Schrader, um serial killer que escapa da custódia da polícia e sequestra a família de seu ex-cúmplice. No episódio "The Uncanny Valley", Jonathan Frakes co-estrelou como Dr. Arthur Malcolm, um pedófilo que molestou sua filha, Samantha, e deu suas bonecas de porcelana para outra garota. Rosalie Ward co-estrelou como Bethany Wallace, uma mulher que é sequestrada por Samantha Malcolm. No episódio "John" Pyper-Ferguson co-estrelou como Wilson Summers, um pai que criou um jogo viral na internet que convence jovens adolescentes a cometer suicídio.

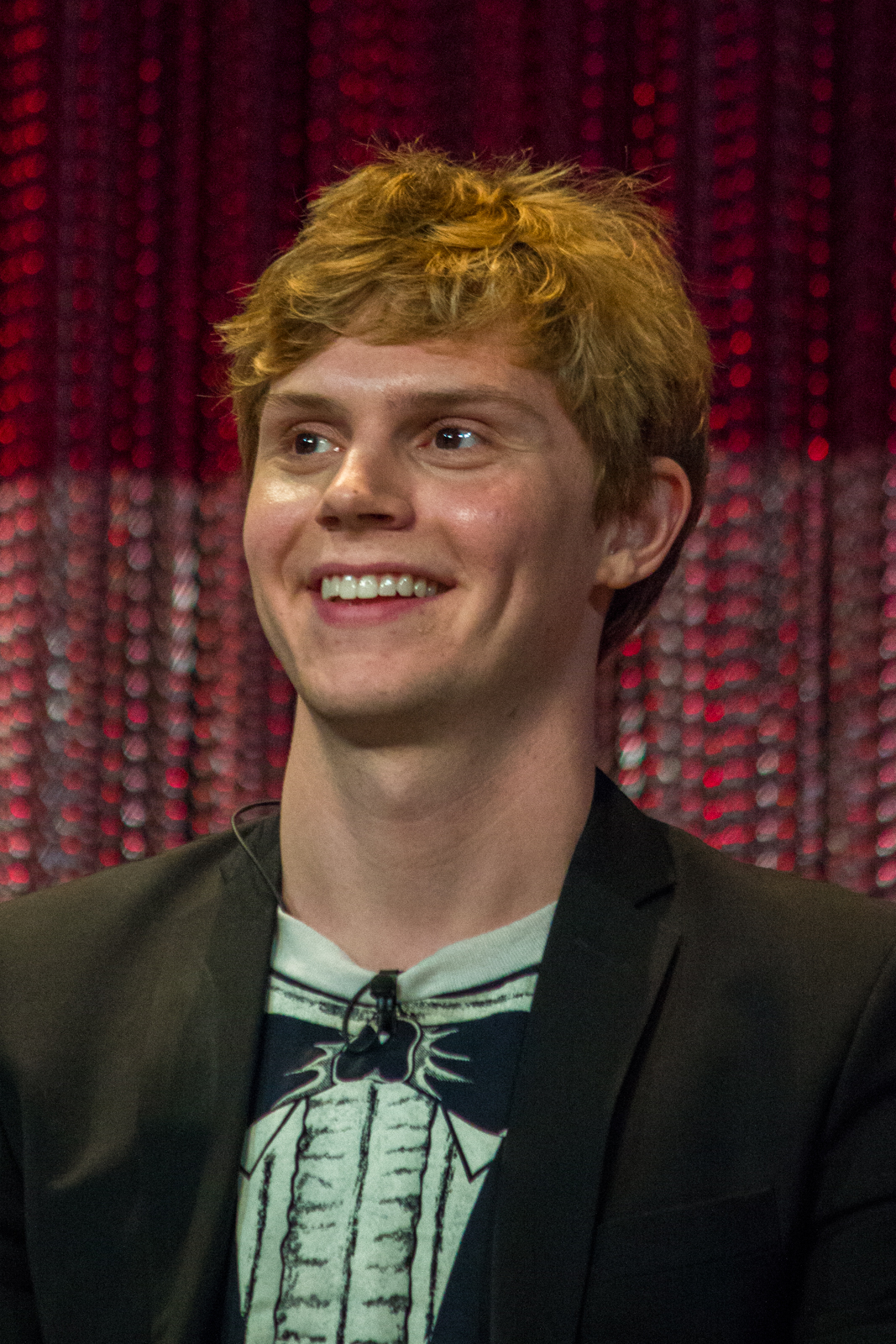
a estrela de American Horror Story, Evan Peters aparece no episódio "Mosley Lane" como Charlie Hillridge.

No episódio "Parasite", Victor Webster co-estrelou como Bill Hodges, um serial killer que tem uma esposa e dois outros amantes. Annabeth Gish co-estrelou como a esposa de Bill, Rebecca, e Valerie Cruz co-estrelou como amante secreta de Bill, Brooke Sanchez. No episódio "Public Enemy", Sprague Grayden co-estrelou como Meg Collins, uma mãe e esposa religiosa cujo marido é assassinado por Connor O'Brien, um assassino que mata pessoas simplesmente para gerar medo entre o público. No episódio "Mosley Lane", Bud Cort e Beth Grant estrelaram como Roger e Anita Roycewood, um casal que sequestra crianças e crema seus restos mortais depois de sedá-los, co-estrelou como Sarah Hillridge, uma mãe e esposa alcoólatra cujo filho está desaparecido há oito anos, e Brooke Smith co-estrelou como Barbara Lynch, uma mãe e esposa cuja filha, Aimee, é sequestrada pelos Roycewoods.

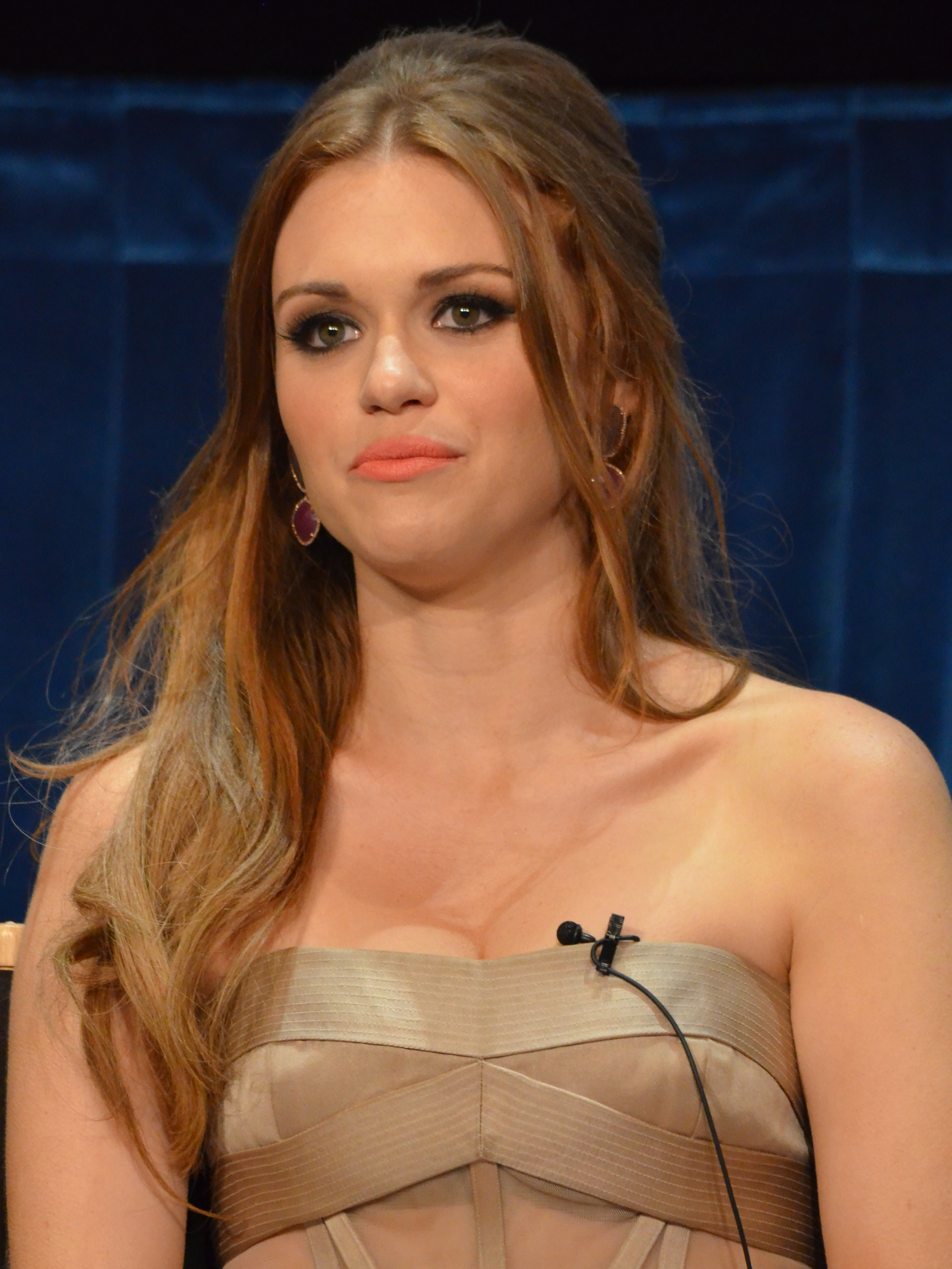
a estrela de Teen Wolf, Holland Roden aparece no episódio "A Thousand Words" como Rebecca Daniels.

No episódio "Solitary Man", Morgan Lily co-estrelou como Jody Hatchett, uma jovem cujo pai, Wade, sequestra mães para Jody e mais tarde contaria a ela sobre suas aventuras como contos de fadas. Gabrielle Carter é convidada como Nancy Campbell, a última vítima que Wade sequestra. No episódio "The Fight", Alexa Nikolas co-estrelou como Jane McBride, uma adolescente que é sequestrada por John Vincent Bell, junto com seu pai, Ben. Lesley Fera co-estrelou como Leslie McBride. No episódio "A Rite of Passage", Mike Doyle co-estrelou como o deputado Ronald Boyd, um serial killer que tem como alvo imigrantes ilegais que tentam cruzar a fronteira dos EUA. Marlene Forte co-estrelou como Sheriff Eva Ruiz, que ajuda o BAU com a investigação dos assassinatos até que Ronald a assassina. No episódio "A Thousand Words", Jolene Andersen co-estrelou como Juliet Monroe, uma viúva grávida que raptou mulheres por vários anos até morrer ao dar à luz seu filho.

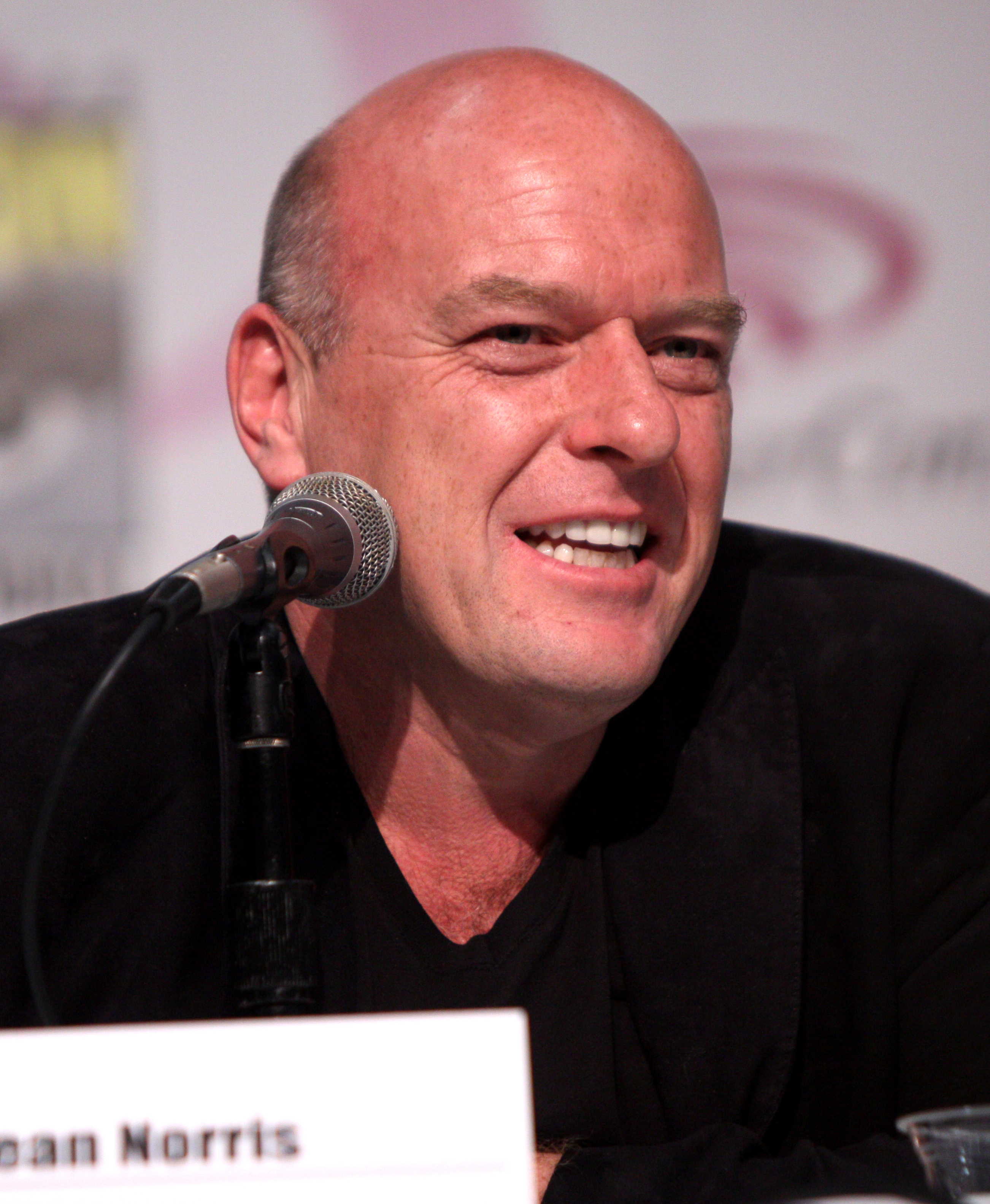
a estrela de Breaking Bad, Dean Norris aparece no episódio "A Thousand Words" como Det. João Barton.

No episódio "Exit Wounds", Mark L. Young co-estrelou como Owen Porter, um serial killer e, em um ponto, um canibal, de uma família abusiva. Eric Ladin co-estrelou como Joshua Beardsley, um homem que busca vingança contra Porter por assassinar sua mãe Carol, interpretada por Dale Dickey. No episódio "The Internet is Forever", Ned Schmidtke co-estrelou como Austin Chapman, o cúmplice criminoso de Robert Johnson, também conhecido como "The Internet Killer". No final da temporada "Our Darkest Hour", Tim Curry co-estrelou como um dos criminosos mais notórios da série, Billy Flynn, também conhecido como "O Príncipe das Trevas", um serial killer que mata todas as vítimas, exceto uma. Eric Fechar co-estrelou como Matt Spicer, um detetive da polícia que lidera o caso Prince of Darkness, Robert Davi co-estrelou como parceiro de Spicer, Detective Adam Kurzbard, e Linda Purl co-estrelou como Colleen Everson, uma mulher que, depois que Billy Flynn a estuprou e assassinou o marido, tentou suicídio duas vezes.

## Episódios
| Seq. | Episódios | Título                     | Direção              | Escrito por                                                                   | Data de exibição        | Audiência EUA (em milhões) |
| --- | --------- | -------------------------- | -------------------- | ----------------------------------------------------------------------------- | ----------------------- | -------------------------- |
| 92 | 1         | "Sem nome, sem rosto"      | Charles S. Carroll   | Chris Mundy                                                                   | 23 de setembro de 2009  | 15,85                      |
| Com Hotch desaparecido e os eventos de seu caso anterior ainda pesando sobre eles, os membros restantes do BAU se coordenam com as autoridades locais em McLean, Virgínia, para proteger um médico de emergência e seu filho de um ex-paciente determinado a vingar uma morte por negligência. Enquanto isso, um serial killer do passado da equipe ( C. Thomas Howell ) encena um plano mestre sinistro envolvendo um deles. |           |                            |                      |                                                                               |                         |                            |
| 93 | 2         | "Assombrada"               | Jon Cassar           | Erica Messer                                                                  | 30 de setembro de 2009  | 14,24                      |
| Quando um homem de Louisville, Kentucky sofre um surto psicótico e esfaqueia várias pessoas em uma farmácia, a BAU faz malabarismos para montar um perfil e trabalhar com as autoridades locais para localizá-lo. Enquanto isso, Hotch continua se recuperando do ataque de Foyet e Prentiss percebe uma mudança perturbadora em seu comportamento.                                                                           |           |                            |                      |                                                                               |                         |                            |
| 94 | 3         | "Contador"                 | Karen Gaviola        | Dan Dworkin e Jay Beattie                                                     | 7 de outubro de 2009    | 14,05                      |
| Quando três moradores de Commack, Long Island , são baleados à queima-roupa e mutilados post-mortem, a BAU sai em busca de um assassino contratado para cometer uma série de assassinatos de vigilantes. Enquanto isso, Rossi se vê forçado a enfrentar seu passado depois de descobrir uma conexão entre um amigo de infância e um dos alvos do assassino.                                                                   |           |                            |                      |                                                                               |                         |                            |
| 95 | 4         | "Desesperado"              | Félix Alcalá         | Chris Mundy                                                                   | 14 de outubro de 2009   | 13,92                      |
| Quando uma série de incidentes de vandalismo crescentes culminam em um homicídio quádruplo, a BAU trabalha com o Departamento de Polícia Metropolitana para rastrear uma equipe de assassinos de três pessoas que comete crimes pela emoção da violência. Enquanto isso, Morgan se vê forjando uma conexão pessoal com uma mulher relacionada a uma das vítimas.                                                              |           |                            |                      |                                                                               |                         |                            |
| 96 | 5         | "Berço ao túmulo"          | Rob Spera            | Breen Frazier                                                                 | 21 de outubro de 2009   | 14,27                      |
| Quando três mulheres de Albuquerque, Novo México , são sequestradas, engravidadas e estranguladas até a morte minutos após o parto, a BAU sai em busca de um serial killer com uma motivação incomum. Enquanto isso, Hotch começa a dar tarefas adicionais a Morgan depois de receber uma visita surpresa da Chefe de Seção Strauss.                                                                                          |           |                            |                      |                                                                               |                         |                            |
| 97 | 6         | "Os olhos têm isso"        | Glenn Kershaw        | Oanh Ly                                                                       | 4 de novembro de 2009   | 12,55                      |
| Com Morgan substituindo oficialmente Hotch como Chefe da Unidade, o BAU se propõe a traçar o perfil e rastrear um serial killer de Oklahoma City, Oklahoma que remove os olhos de suas vítimas e os mantém como lembranças. |           |                            |                      |                                                                               |                         |                            |
| 98 | 7         | "O Intérprete"             | John Badham          | Holly Harold                                                                  | 11 de novembro de 2009  | 12,77                      |
| Quando três mulheres de Los Angeles, Califórnia, são espancadas até a morte e drenadas de seu sangue, o BAU faz malabarismos com um aliado de seu passado ( Ian Anthony Dale ) e considera se uma estrela do rock gótico ( Gavin Rossdale ) é ou não responsável pelos crimes. comprometido. |           |                            |                      |                                                                               |                         |                            |
| 99 | 8         | "Extraído"                 | John Gallagher       | Simon Mirren                                                                  | 18 de novembro de 2009  | 13,70                      |
| Quando duas famílias militares de Hampton, Virgínia, morrem enquanto os pais estão no exterior, o BAU determina que os crimes são semelhantes aos cometidos pelo aniquilador de família Karl Arnold ( Neal Jones ) e trabalha com ele para capturar o assassino. Enquanto isso, Hotch fica cada vez mais nervoso depois de receber uma mensagem ameaçadora.                                                                   |           |                            |                      |                                                                               |                         |                            |
| 100 | 9         | "100"                      | Edward Allen Bernero | Bo Crese                                                                      | 25 de novembro de 2009  | 13,61                      |
| Após um encontro com George Foyet na antiga residência de Hotch, o BAU se submete a questionamentos individuais sobre os eventos que levaram e cercaram sua tentativa de impedi-lo de ameaçar ainda mais Haley e Jack. |           |                            |                      |                                                                               |                         |                            |
| 101 | 10        | "O escravo do dever"       | Charles Haid         | Rick Dunkle                                                                   | 9 de dezembro de 2009   | 14,43                      |
| Com Hotch tirando uma licença para contemplar seu futuro com o FBI, o BAU viaja para Nashville, Tennessee, para prender um serial killer que persegue mulheres e as namora contra sua vontade antes de matá-las. |           |                            |                      |                                                                               |                         |                            |
| 102 | 11        | "Retaliação"               | Félix Alcalá         | Erica Messer                                                                  | 16 de dezembro de 2009  | 14,68                      |
| Ao concluir um caso envolvendo um ex-presidiário de Lockport, Nova York e sua filha, o BAU encontra-se procurando um motivo oculto quando o homem escapa com a ajuda de um cúmplice até então desconhecido e embarca em uma matança. |           |                            |                      |                                                                               |                         |                            |
| 103 | 12        | "O Vale Estranho"          | Anna J. Foerster     | Breen Frazier                                                                 | 13 de janeiro de 2010   | 13,90                      |
| Quando duas mulheres de Atlantic City, Nova Jersey , são encontradas mortas por paralisia induzida por drogas, a BAU começa a traçar o perfil de uma assassina em série que sequestra certos tipos de mulheres por uma obsessão pessoal incomum. |           |                            |                      |                                                                               |                         |                            |
| 104 | 13        | "Negócio arriscado"        | Rob Spera            | Jim Clemente                                                                  | 20 de janeiro de 2010   | 14,91                      |
| Quando quatro adolescentes de Evanston, Wyoming cometem suicídio dentro de um período de duas semanas, a BAU concentra seus esforços em um “jogo de asfixia” online que manipula estudantes do ensino médio para participar e ver quem pode superar todos os outros. |           |                            |                      |                                                                               |                         |                            |
| 105 | 14        | "Parasita"                 | Charles S. Carroll   | Oanh Ly                                                                       | 3 de fevereiro de 2010  | 14,75                      |
| Quando um agente da Divisão de Crimes de Colarinho Branco do FBI suspeita que o vigarista que ele está rastreando é responsável pelo assassinato de uma mulher em Miami, Flórida , o BAU traça o perfil de um assassino em ascensão que mata as pessoas que ele contradiz para impedi-las de expor suas atividades. |           |                            |                      |                                                                               |                         |                            |
| 106 | 15        | "Inimigo público"          | Nelson McCormick     | Jess Prenter Prosser                                                          | 10 de fevereiro de 2010 | 14,33                      |
| Quando três moradores de Providence, Rhode Island são esfaqueados até a morte em locais considerados pilares da comunidade, o BAU se propõe a traçar o perfil e rastrear um serial killer empenhado em gerar histeria em massa. |           |                            |                      |                                                                               |                         |                            |
| 107 | 16        | "Rua Mosley"               | Matthew Gray Gubler  | Simon Mirren e Erica Messer                                                   | 3 de março de 2010      | 13,00                      |
| Quando uma menina de oito anos desaparece em Ashburn, Virgínia e uma mãe solteira ( Ann Cusack ) afirma que o sequestro está ligado ao de seu filho, Charlie ( Evan Peters ), o BAU se vê forçado a rastrear um predador que foi responsável pelo sequestro de doze crianças ao longo de uma década. |           |                            |                      |                                                                               |                         |                            |
| 108 | 17        | "Homem solitário"          | Rob Hardy            | Kimberly Ann Harrison e Ryan Gibson                                           | 10 de março de 2010     | 13,29                      |
| Quando o banco de dados de assassinos em série do FBI sugere que cinco mulheres encontradas estranguladas até a morte em várias linhas jurisdicionais foram mortas por um assassino em ascensão, o BAU tenta rastrear um caminhoneiro baseado em Edgewood, Novo México, em uma missão pessoal. |           |                            |                      |                                                                               |                         |                            |
| 109 | 18        | "A luta"                   | Richard Shepard      | Teleplay por : Chris Mundy; História por : Chris Mundy & Edward Allen Bernero | 7 de abril de 2010      | 12,70                      |
| Quando um sem-teto de São Francisco, Califórnia , é encontrado morto e um pai e sua filha adolescente são sequestrados, a BAU trabalha com a SSA Sam Cooper ( Forest Whitaker ) e a Red Cell Unit, uma equipe de resposta rápida com métodos não convencionais, para encontrar um ligação entre os dois casos. ‘’’Observação:’’’Este episódio serve como o episódio piloto backdoor para Criminal Minds: Suspect Behavior .   |           |                            |                      |                                                                               |                         |                            |
| 110 | 19        | "Um rito de passagem"      | John Gallagher       | Victor de Jesus                                                               | 14 de abril de 2010     | 12,44                      |
| Quando três cabeças humanas decapitadas são desenterradas em Terlingua, Texas , a BAU começa a traçar o perfil e rastrear um serial killer que tem como alvo imigrantes ilegais que cruzam a fronteira México-Estados Unidos . |           |                            |                      |                                                                               |                         |                            |
| 111 | 20        | "…Mil palavras"            | Alecrim Rodrigues    | Edward Allen Bernero                                                          | 5 de maio de 2010       | 12,39                      |
| Quando um estudante universitário de Tallahassee, na Flórida, desaparece na mesma noite em que um homem comete suicídio e as autoridades locais descobrem fotografias e recortes de jornais de mulheres que foram mortas na última década, o BAU faz malabarismos para traçar o perfil do falecido e resgatar sua última vítima.                                                                                              |           |                            |                      |                                                                               |                         |                            |
| 112 | 21        | "Saída de Feridas"         | Charles S. Carroll   | Rick Dunkle                                                                   | 12 de maio de 2010      | 13,07                      |
| Quando três civis do Alasca são mortos ao longo de uma única semana, a BAU tenta identificar um serial killer com uma obsessão por caça. Enquanto isso, Garcia acompanha a equipe e se vê em uma situação perigosa. |           |                            |                      |                                                                               |                         |                            |
| 113 | 22        | "A Internet é para sempre" | Glenn Kershaw        | Breen Frazier                                                                 | 19 de maio de 2010      | 13,25                      |
| Quando três mulheres de Boise, Idaho desaparecem e vídeos de suas mortes são postados na Internet, o BAU faz malabarismos para traçar o perfil de um assassino que usa sites de redes sociais como seu campo de caça e rastreá-lo antes que ele mate sua próxima vítima. |           |                            |                      |                                                                               |                         |                            |
| 114 | 23        | "Nossa hora mais escura"   | Edward Allen Bernero | Erica Messer                                                                  | 26 de maio de 2010      | 12,97                      |
| Quando um assassino de Los Angeles, Califórnia, usa apagões rolantes como cobertura para cometer um assassinato, a BAU faz malabarismos para localizá-lo e lidar com uma conexão inesperada que promete mudar o curso da investigação. |           |                            |                      |                                                                               |                         |                            |